# 劉肇袞
劉肇袞（？—？）字內重，號石峰，東鄉櫟岡人。 鄒守益門人，安福縣南方重要的學者。《安福縣誌・清同治十一年(1872)》卷一十二有載：
初爲諸生，赴試，嘆曰：士不自重，致所司防閑如此。遂自陳養母去。如虔受學王守仁。衮氣岸雄偉，朋輩而外，輒面發赤，攻之。鄒守益每嘆朋友道衰，不聞直諒，益重衮。衮於閭閻民瘼，有所聞，率以告守益，轉聞當道，罷行之。王時槐謂兩峰自修於巳，石峰交修於人。郡守余之禎、邑令閔世翔建二賢祠於復古書院祀之。
1. ↑  防範。《三國志．卷一二．魏書．邢顒傳》：「顒防閑以禮，無所屈撓，由是不合。」
2. ↑  鄉里，亦泛指民間。《史記．卷六九．蘇秦傳．太史公曰》：「夫蘇秦起閭閻，連六國從親，此其智有過人者。」清．李文炤〈儉訓〉：「每見閭閻之中，其父兄古樸質實，足以自給，而其子弟羞向者之為鄙陋，盡舉其規模而變之。」
3. ↑  人民的疾苦。《後漢書．卷七六．循吏傳．序》：「廣求民瘼，觀納風謠。」